# Élisabeth van Marcke
Pour les articles homonymes, voir Van Marcke.
Élisabeth van Marcke, née le 20 novembre 1798 à Bruxelles et morte le 5 août 1880 à Liège, est une peintre sur porcelaine et brodeuse belge.

## Biographie
Élisabeth van Marcke de Lummen naît le 20 novembre 1798 à Bruxelles, fille de Charles Emmanuel Clément van Marcke de Lummen (1773-1830) et Anne Catherine Vandenplas (1775-1849),,,,.
Elle se forme et travaille comme peintre dans l'atelier de décoration sur porcelaine de son père,. Avec sa sœur Marie, elle y a la tâche de brunir les dorures, « ouvrage très délicat pour lequel les mains féminines sont tout indiquées ». Elle a également « réalisé et brodé diverses lingeries fines » selon le musée de la Vie wallonne .
Élisabeth van Marcke, qui est restée célibataire, décède le 5 août 1880 à Liège,,,,. Ses obsèques ont lieu le 7 août 1880 à l'église Sainte-Véronique de Liège.

## Expositions
- 1964 : Dessins et peintures des van Marcke, musée de la Vie wallonne, Liège[10].
- 2001-2002 : Vers la modernité : le XIXe siècle au pays de Liège, du 5 octobre 2001 au 20 janvier 2002, musée de l'Art wallon et salle Saint-Georges, Liège (un service à café qui se compose de huit tasses et sous-tasses, deux sucriers, une cafetière et une théière produit par l'atelier de décoration sur porcelaine de la famille van Marcke est exposé)[11].